# Перучиця

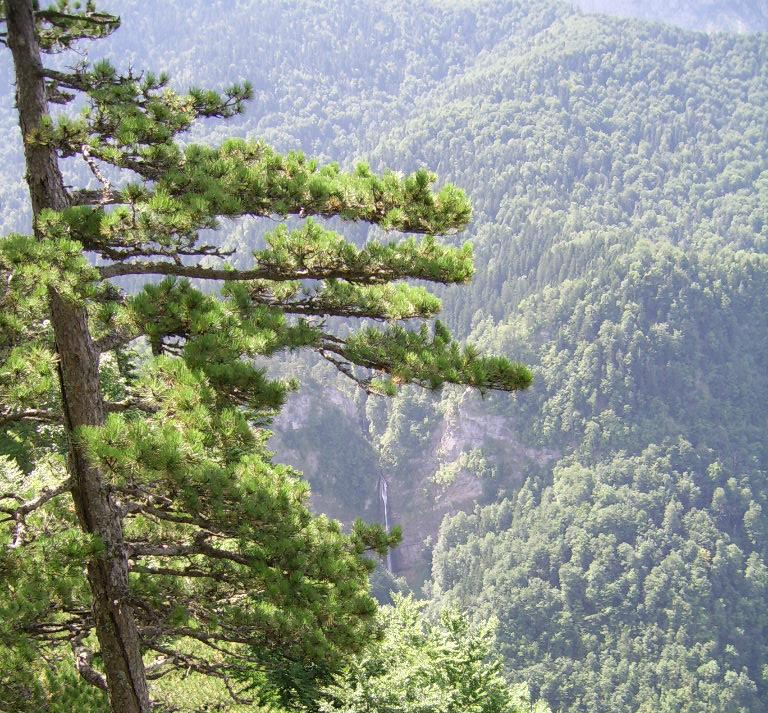
Водоспад Скакавець у Перучиці

Перучиця (босн. і хорв. Perućica, чорн. Перућица) — один із найвідоміших перестійних лісів Європи, що перебувають під охороною держави, у Боснії. Цей ліс є частиною національного парку Сутеська.

## Про ліс
Ліс перебуває під постійною охороною, як один з останніх перестійних лісів Європи. Ще 1938 року на території від гори Маглич поблизу річки Дунай, між областями Маглич, Волуяк і Сніжниця, висаджено великі масиви бука, ялиці та смереки. Сьогодні вага дерев у цих місцинах перевищує 1000 м³ на гектар, а висота окремих досягає 50 м.

### Історія
Лісові насадження Перучиці нічим не поступаються пралісам Динарського нагірʼя, ні за кількістю дерев, ні їх висотою, ні за масою дерева чи красою. Все це стало причиною того, що за часів Югославії, уряд Соціалістичної Республіки Боснії і Герцеговини в 1952 році виділило Перучицю в окрему зону площею 1234 га для досліджень лісів, а в 1954 році цю площу було збільшено на 200 га і поміщено під державну охорону як природний заповідник.
Місцина гори Видиковець і до водоспаду Скакавець, розташованого в самому серці тропічного лісу, і падає з висоти понад 70 м, є дуже популярним місцем для туризму через те, що ця частина лісу складається з майже незайманої природи. Багате різноманіття цих місць збережене для нинішнього і майбутніх поколінь.  
Збереження первозданного виду і захист Перучиці на разі є одними з головних завдань Національного парку Сутеська. У заповіднику народження рослин і тварин, життя і смерть, тобто весь життєвий цикл, відбуваються без втручання людини. На рештках померлих істот утворюється нове життя. Сьогодні Перучиця являє собою унікальну «лабораторію», що має велике значення для багатьох наукових дисциплін. 

## Сучасність
Живий світ Перучиці, що представлений у вигляді рослинності (фітоценози і рослинні групи, екосистеми, флору, фауну та інше), є дуже різноманітним і багатим. Перучиця, завдяки своєму південному розташуванню в Європі (субсередземноморська-середземноморська зона), за часи льодовикового періоду була важливим місцем, де збереглись багато різновидів тварин і рослин.
Льодовиковий період вплинув і на Перучицю, її гірські вершини було вкрито кригою, про це свідчать сліди, що лишились до наших часів. Нижні частини Перучиці майже не постраждали під час холодного періоду, вони не були вкриті крижаною оболонкою, що й дозволило зберегтись в цих місцях місцевій флорі та фауні.
У заповіднику, окрім насаджень бука звичайного, ялиці та смереки, росте альпійський бук, гірський клен, альпійська ялина, сосна. Поміж насаджень ялівцю і сосни гірської є багаті пасовища для худоби.
У Перучиці, як і в інших частинах парку, є багато ендемічних і рідкісних видів рослин. Флора лісу складається з понад 170 видів дерев і чагарників та більше ніж з 1000 видів трав'янистих. Дослідження мохів та лишайників в цій місцевості досі майже не велося і тільки починається.

## Галерея

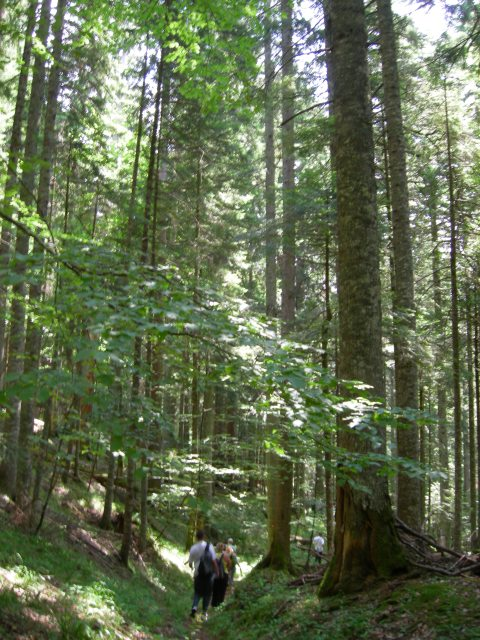
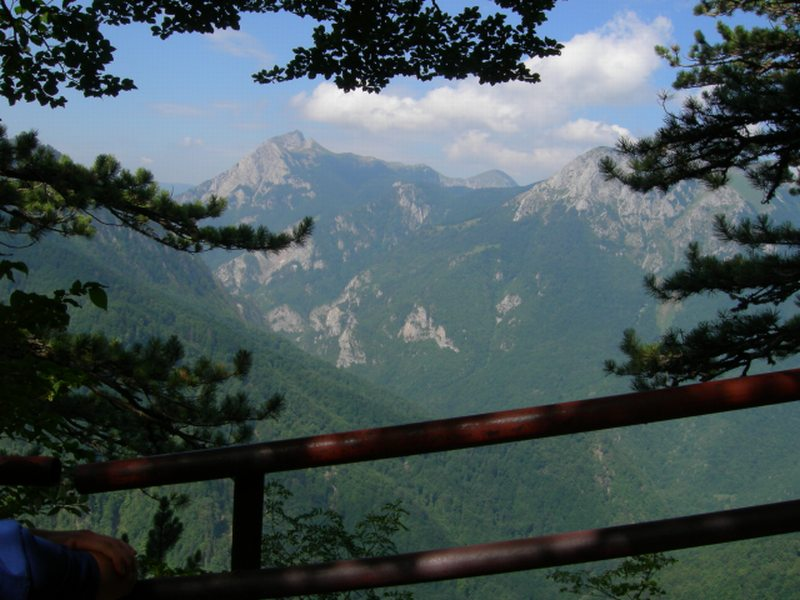